# 神田小川町
神田小川町（日语：／ Kanda-ogawamachi */?）是東京都千代田區的地名，住居表示未實施區域，下設一丁目至三丁目。2013年（平成25年）7月1日為止的人口為1,165人。郵遞區號101-0052。

## 地理
位於千代田區北部。北鄰猿樂町、神田駿河台、神田淡路町，東接神田須田町，南臨神田錦町、神田司町、神田美土代町。西與神田神保町以錦華通（錦華通り）、千代田通（千代田通り）為界。
神田小川町屬商業區，大樓與商店林立。町域内靖國通沿線以多體育用品店而聞名。而神保町相鄰地區可見出版、書籍相關企業。此外，這裡也是知名的咖哩街，小川町站周邊聚集超過100間咖哩店。

## 歷史
舊小川町｡1872年（明治5年）成立小川町。1933年（昭和8年）與錦町、淡路町、表神保町、猿樂町、美土代町、雉子町各一部分合併。1947年（昭和22年）劃入千代田區，加上神田冠稱。

### 地名由來
町名來自過去此地清澈的小河（小川）與名為「小川的清水」的水池。

## 設施

### 神田小川町一丁目
位於本町東部。大約在外堀通與本鄉通之間。東西向的靖國通穿越本地。各種商店與辦公大樓林立。都營新宿線小川町站與丸之内線淡路町站設有出口。
- 山甚物產
- 瑞穗銀行神田支店
- 三井住友銀行神田支店

### 神田小川町二丁目
位於本町中部。東至本鄉通。東西向的靖國通穿越本地。各種商店與辦公大樓林立。靖國通沿線多體育用品店。
- 井上體育（イノウエスポーツ）
- ICI（日语：ICI石井スポーツ）神田本館
- 紫體育（日语：ムラサキスポーツ）神田小川町店
- 石橋樂器店本社
- 三菱東京UFJ銀行神田支店
- 臉的襯衫（顔のYシャツ）

### 神田小川町三丁目
本町西部。西北臨錦華通，西南臨千代田通。區內有南北向的明大通（明大通り）和東西向的靖國通，兩路交叉路口為駿河台下交差點。商店與辦公大樓林立。靖國通沿線多體育用品店。
- 明治大學 紫紺館
- 駿台法律經濟專門學校、駿台電子情報專門學校
- 御茶之水商業學校（お茶の水スクールオブビジネス）
- 東京技術園藝專門學校（日语：東京テクノ・ホルティ園芸専門学校）
- Victoria（日语：ゼビオ）本店
- Minami體育（ミナミ）本店
- 美津濃東京本社
- 東京古書會館
- 八木書店（日语：八木書店）
- 白水社（日语：白水社）
- 立花書房
- 內外地圖
- 東京都民銀行（日语：東京都民銀行）神田支店
- 神田小川町廣場

## 交通
東西向靖國通貫穿本町中央。靖國通東端與外堀通交叉口為淡路町交差點，町域内與本鄉通交叉口為小川町交差點，並與明大通（駿河台下交差點以北）、千代田通（駿河台下交差點以南）在駿河台下交差點交會。町域内還有御茶之水仲通（お茶の水仲通り）、錦華通等道路。
都營新宿線小川町站與丸之内線淡路町站、千代田線新御茶之水站設有地下鐵出入口。此外還可利用西方的神保町站、北方的御茶之水站。

## 年度活動
- 神田體育季（神田スポーツ祭り）（每年10月最後一週週五至週日）
- 神田咖哩大賽（神田カレーグランプリ）（每年10月最後一週週六、週日，2011年－）[3]